# David Bozouklian
David Bozouklian (ur. 18 czerwca 1975) – francuski judoka. Brązowy medalista mistrzostw świata w drużynie w 2002. Startował w Pucharze Świata w latach 1997–2002, 2004 i 2005. Mistrz Europy w drużynie w 2004. Wygrał igrzyska frankofońskie w 2005 roku. Mistrz Francji w 2003 i 2004 roku.